# Invasion de Badr
L’Invasion de Badr fut la 3e expédition que Mahomet dirigea contre Badr. Elle se déroula en 4 A.H. soit en janvier 626 ou, selon  William Muir, en mars 625.
Selon l’érudit musulman Saifur Rahman al Mubarakpuri, les Musulmans rencontrèrent à nouveau les polythéistes, un an après la bataille de Uhud, pour déterminer quel peuple méritait de vivre ,.
L’invasion permit aux Musulmans de récupérer leur réputation militaire, leur dignité et parvint à imposer leur présence à toute l’Arabie après leur défaite lors  de la bataille de Uhud. Le verset 3:173-176 du Coran aurait été divinement révélé à Mahomet pendant cet événement. Celui-ci et l’information concernant les versets sont mentionnés dans la collection de hadith Sahih al-Bukhari.